# Ultima notte a Cottonwood
Ultima notte a Cottonwood (Death of a Gunfighter) è un film del 1969 diretto da
Don Siegel e Robert Totten. È stato il primo film in cui un regista usò lo pseudonimo di Allen Smithee.

## Trama
Frank Patch, da oltre vent'anni sceriffo di Cottonwood, uccide per legittima difesa un ubriaco, Luke Mills. Cogliendo il pretesto di questa morte, i notabili del paese, che hanno tutti, nel proprio passato, qualcosa di cui vergognarsi e della quale Frank è a conoscenza, decidono di liberarsi di lui, ricorrendo prima ad una petizione e poi all'intervento, ugualmente inutile, di Lou Trinidad, uno sceriffo federale. Mentre i maggiorenti cominciano a pensare che l'unico modo per sbarazzarsi di Frank sia quello di ucciderlo.